# منتخب مارتينيك لكرة القدم للسيدات
منتخب مارتينيك لكرة القدم للسيدات هو ممثل مارتينيك الرسمي في المنافسات الدولية في كرة القدم للسيدات، يديريه اتحاد مارتينيك لكرة القدم.

## وصلات خارجية
- الموقع الرسمي